# نموذج برادشو
نموذج برادشو عبارة عن نموذج جغرافي يصف كيفية اختلاف سمات النهر في المنبع عنها في المصب. إذ يظهر النموذج التفريغ وعرض القناة الممتلئ وعمق القناة ومتوسط كمية الحمل التي تزيد من تيار مجرى النهر. ويمثل حجم جزيئات الحمل وخشونة قاع القناة ودرجة الانحدار سمات تقلل من أحجام مختلفة حسب كميتها وحسب ما كانت مواجهة لمنبع مجرى النهر أو فمه، وتتمثل على هيئة مثلثات.

## منشأ نموذج برادشو
ظهر النموذج لأول مرة كصورة توضيحية في كتاب مدرسي للمرحلة الثانوية لإم جيه برادشو عام 1978 بعنوان السطح المتغير للأرض. وكان الرسم التوضيحي الذي قدمه برادشو بكتابه عبارة عن تبسيط لنموذج النهر الذي نشره ستانلي شوم قبلها بعام في كتاب النظام النهري، على الرغم من ظهور جوانب النموذج بالفعل في سلسلة من الأبحاث الأكاديمية على مدار العقد السابق لذلك. واعتمد نموذج شوم على تحليل تجريبي لمختلف الأنهار التي تجري بأمريكا الشمالية وأشار إلى أنه يمكن استخدامه للتنبؤ باستجابة أية قناة نهرية للتغييرات التي تطرأ على التفريغ أو نقل الترسيبات الناتجة عن الأعمال الهندسية التي تجري للنهر مثل، إنشاء سد أو قناة لتخفيف الفيضان.